# Bùi Như Lai
Bùi Như Lai là diễn viên, đạo diễn sân khấu người Việt Nam. Ông hiện là Phó Hiệu trưởng Đại học Sân khấu - Điện ảnh Hà Nội.

## Tiểu sử
Bùi Như Lai sinh ngày 28 tháng 12 năm 1979 trong một gia đình nông dân tại Hà Nội. Ông kết hôn với đồng nghiệp tên Phương là một biên đạo múa từng cùng làm việc tại Nhà hát Tuổi trẻ.

## Sự nghiệp
Tốt nghiệp ngành diễn viên của Đại học Sân khấu - Điện ảnh Hà Nội vào năm 2002, Bùi Như Lai về đầu quân ở Nhà hát Tuổi trẻ, ông trải qua các vị trí từ diễn viên đến Trưởng đoàn Kịch hình thể sau đó là Trưởng đoàn kịch 1.
Với vai trò diễn viên Bùi Như Lai giành danh hiệu Tài năng trẻ Sân khấu năm 2003, ông được chọn tham gia khóa học "Nâng cao năng lực sáng tạo của con người" do Nhà hát David Glass, Anh Quốc phối hợp với Việt Nam tổ chức kéo dài trong 3 năm, từ 2002 dến 2005. Khi ông muốn từ bỏ nghề diễn thì được đạo diễn Lê Hùng khuyên nên làm đạo diễn sân khấu. Từ năm 2005, Bùi Như Lai theo học ngành đạo diễn và tốt nghiệp năm 2009, ông tiếp tục bảo vệ luận văn Thạc sĩ Nghệ thuật Sân khấu từ năm 2010 đến 2012. Ngày 10 tháng 6 năm 2011, ông được kết nạp vào Đảng Cộng sản Việt Nam với trình độ Lý luận chính trị cao cấp.
Năm 2021, Bùi Như Lai phục dựng và làm đạo diễn cho vở “Chén thuốc độc”, đây là vở kịch nói đầu tiên của nền sân khấu Việt Nam, được tác giả Vũ Đình Long viết từ năm 1921. Đây mới là lần thứ hai vở kịch này được dàn dựng.
Năm 2019, Bùi Như Lai được phong tặng danh hiệu Nghệ sĩ Ưu tú và Huân chương Lao động hạng III. Cũng trong năm 2019, ông được Nhà giáo nhân dân Nguyễn Đình Thi mời về giảng dạy tại trường Đại học Sân khấu - Điện ảnh Hà Nội, sau đó, ông giữ chức vụ Phó trưởng khoa Sân khấu, rồi Phó Hiệu trưởng của Trường. Năm 2023, sau thời gian dài vắng bóng màn ảnh, Bùi Như Lai bất ngờ xuất hiện trong bộ phim truyền hình Dưới bóng cây hạnh phúc.
Năm 2025, ông giữ vai trò đạo diễn sân khấu chương trình Táo Quân 2025 của Đài Truyền hình Việt Nam.

## Giải thưởng
| Năm  | Giải thưởng                                                                           | Vở kịch               | Kết quả         | Chú thích    |
| ---- | ------------------------------------------------------------------------------------- | --------------------- | --------------- | ------------ |
| 2013 | Tài năng đạo diễn sân khấu trẻ năm 2013                                               | Được là chính mình    | Bằng khen       | [ 4 ] [ 10 ] |
| 2015 | Liên hoan nghệ thuật sân khấu toàn quốc về hình tượng người chiến sĩ CAND lần thứ III | Cho cuộc đời bình yên | Huy chương Vàng | [ 4 ] [ 11 ] |
| 2020 | Liên hoan nghệ thuật sân khấu toàn quốc về hình tượng người chiến sĩ CAND lần thứ IV  | Tái sinh              | Huy chương Vàng | [ 4 ]        |
| 2022 | Liên hoan quốc tế sân khấu thử nghiệm lần thứ V                                       | Đến bờ bên kia        | Huy chương Vàng | [ 1 ] [ 12 ] |
| 2022 | Liên hoan quốc tế sân khấu thử nghiệm lần thứ V                                       | Ê-đíp làm vua         | Huy chương Bạc  | [ 1 ] [ 12 ] |

| Năm  | Giải thưởng                                                                          | Hạng mục          | Vai diễn                                          | Tác phẩm     | Kết quả         | Chú thích   |
| ---- | ------------------------------------------------------------------------------------ | ----------------- | ------------------------------------------------- | ------------ | --------------- | ----------- |
| 2003 | Tài năng sân khấu năm 2003                                                           | Diễn xuất         | Edip                                              | Edip làm vua | Đoạt giải       | [ 5 ] [ 4 ] |
| 2008 | Liên hoan Sân khấu thể nghiệm quốc tế 2008                                           | Biên đạo          |                                                   |              | Huy chương Vàng | [ 5 ]       |
| 2009 |                                                                                      | Diễn xuất         | Thầy đồ                                           | Kiều Loan    | Huy chương Bạc  | [ 5 ]       |
| 2015 | Hội diễn sân khấu chuyên nghiệp 2015                                                 | Diễn xuất         | Ngô Thì Nhậm                                      |              | Đoạt giải       | [ 1 ]       |
| 2016 | Liên hoan sân khấu Thể Nghiệm Quốc tế 2016                                           | Diễn xuất         | Kim Trọng, Sở Khanh, Thúc Sinh, Từ Hải, Nguyễn Du |              | Đoạt giải       | [ 1 ]       |
| 2020 | Liên hoan nghệ thuật sân khấu toàn quốc về hình tượng người chiến sĩ CAND lần thứ IV | Đạo diễn xuất sắc |                                                   | Tái sinh     | Đoạt giải       | [ 4 ]       |

## Tác phẩm

### Truyền hình
| Năm  | Tựa đề                     | Vai diễn  | Hình thức            | Đạo diễn                          | Chú thích |
| ---- | -------------------------- | --------- | -------------------- | --------------------------------- | --------- |
| 2000 | Ngọn đèn trước gió         |           | Điện ảnh truyền hình | Bùi Cường                         |           |
| 2002 | Đất và người               | Lục       | Dài tập              | Nguyễn Hữu Phần, Phạm Thanh Phong |           |
| 2002 | Một ngày của tổ trưởng     |           | Điện ảnh truyền hình | Trịnh Lê Phong                    |           |
| 2002 | Câu chuyện quanh trái bóng |           | Điện ảnh truyền hình | Trần Hoài Sơn                     |           |
| 2003 | Ôi bánh dầy                |           | Điện ảnh truyền hình | Đỗ Chí Hướng                      |           |
| 2004 | Đêm mưa                    |           | Ngắn tập             | Nguyễn Hữu Luyện                  |           |
| 2023 | Dưới bóng cây hạnh phúc    | Tố        | Dài tập              | Vũ Trường Khoa                    |           |
| 2025 | Cha tôi người ở lại        | Ông Chính | Dài tập              | Vũ Trường Khoa                    |           |

### Đạo diễn kịch nói
- Stereo Man
- Sơn Tinh - Thủy Tinh
- Sống tử tế
- Hành trình đi tìm cảm xúc
- Được là chính mình
- Táo Quân 2025